# Fußball-Europameisterschaft 2016/Schweden

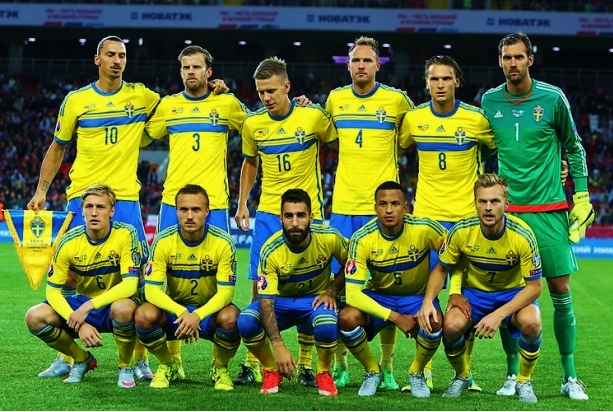
Die schwedische Mannschaft vor dem Qualifikationsspiel gegen Russland am 5. September 2015

Dieser Artikel behandelt die schwedische Nationalmannschaft bei der Fußball-Europameisterschaft 2016 in Frankreich. Für Schweden war es die sechste Teilnahme und seitdem Schweden 1992 die EM-Endrunde ausrichten durfte, verpassten die Schweden nur 1996 die erste Austragung mit 16 Mannschaften.

## Qualifikation

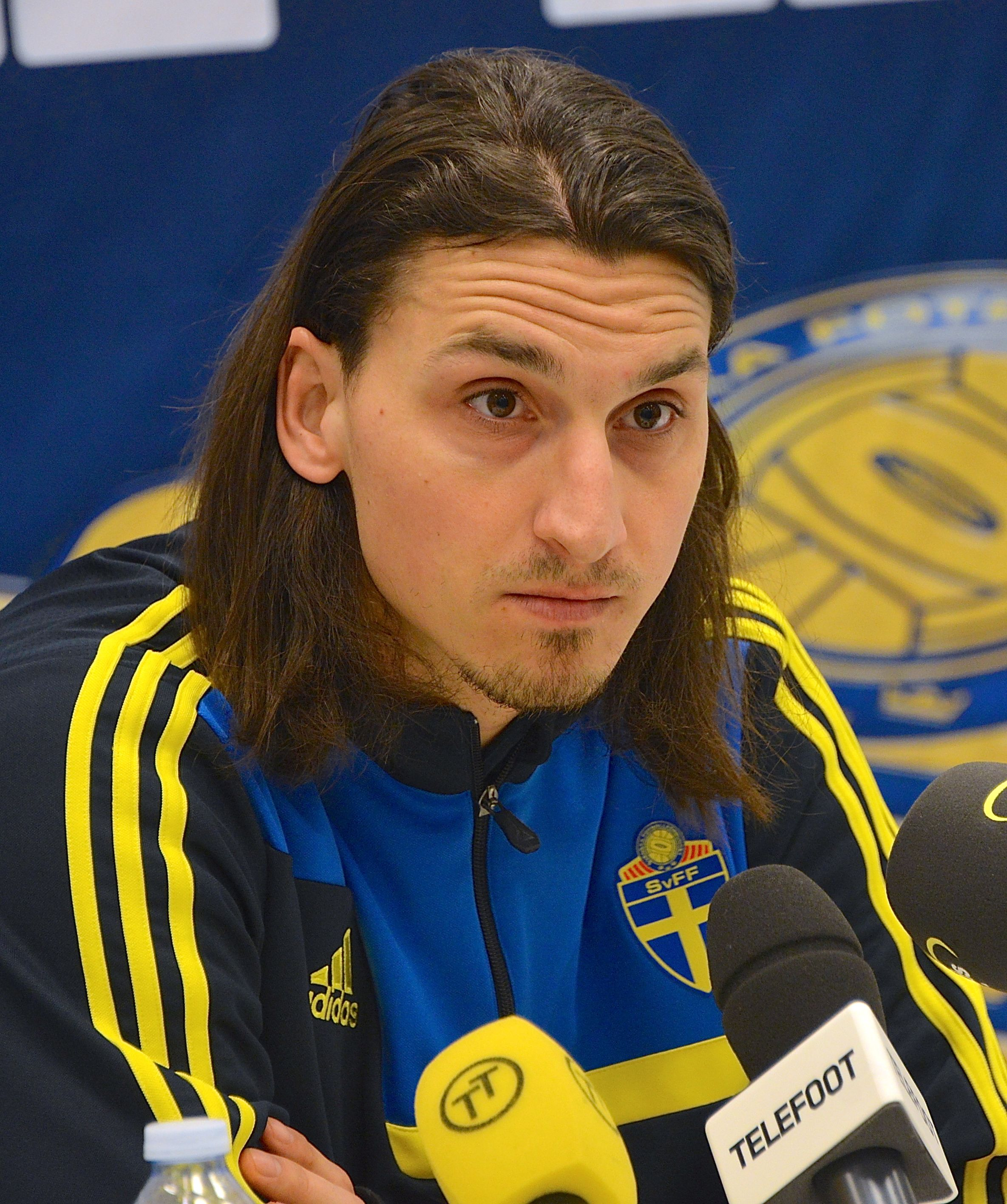
Zlatan Ibrahimović, bester Torschütze der Schweden in den Qualifikationsspielen und insgesamt zweitbester Torschütze

Schweden, das bei der Gruppenauslosung in Topf 2 gesetzt war, absolvierte die Qualifikation zur Europameisterschaft in der Gruppe G. Die Schweden begannen die Qualifikation mit zwei 1:1-Remis in Österreich und gegen Russland, bei dem Kapitän Zlatan Ibrahimović verletzungsbedingt fehlte. Dann konnten sie ohne ihn gegen Liechtenstein ein 2:0 erreichen, spielten in Montenegro aber wieder nur 1:1, wobei Zlatan Ibrahimović bereits in der neunten Minute die Schweden in Führung gebracht hatte. Nach zwei Siegen folgten Niederlagen in Russland und gegen Österreich, wodurch Österreich vorzeitig Gruppensieger wurde. Mit zwei Siegen in den letzten beiden Spielen wurde dann aber noch der dritte Platz hinter Österreich und Russland erreicht, so dass die Schweden für die Play-offs der Gruppendritten qualifiziert waren. Hier trafen sie auf Dauergegner Dänemark und gewannen zunächst das Heimspiel mit 2:1. Im Rückspiel brachte sie dann Ibrahimović mit 2:0 in Führung, sodass sie die beiden Gegentore in der Schlussphase verkraften konnten.
Insgesamt setzte Erik Hamrén 30 Spieler ein, davon kam nur Torhüter Andreas Isaksson in allen zwölf Spielen zum Einsatz. Je einmal fehlten Andreas Granqvist, Kim Källström und Sebastian Larsson. Sechs Spieler konnten sich in die Torschützenliste eintragen, als bester schwedischer Torschütze Zlatan Ibrahimović mit elf Toren, davon drei in den Play-off-Spielen. Ibrahimović war damit zweitbester Torschütze der Qualifikation. Beim ersten Qualifikationsspiel gegen Österreich bestritt er sein 100. Länderspiel, vier Tage zuvor hatte er beim Freundschaftsspiel gegen Estland sein 50. Länderspieltor erzielt und damit den 82 Jahre alten Rekord von Sven Rydell überboten. Beim ersten Spiel gegen Montenegro kam mit Isaac Thelin und beim 1:4 gegen Österreich mit Abdul Khalili ein weiterer Neuling zu seinem ersten Länderspieleinsatz. Dagegen bestritten Andreas Isaksson beim letzten Gruppenspiel und Kim Källström beim zweiten Playoffspiel ihr 125. Länderspiel.
In der FIFA-Weltrangliste fielen die Schweden während der Qualifikation von Platz 29 bis auf Platz 45 zurück, konnten am Ende aber noch durch die Playoffspiele auf Platz 35 klettern.

### Spiele
Alle Resultate aus schwedischer Sicht.
| Datum      | Spielort                             | Gegner        | Ergebnis  | Torschützen |
| ---------- | ------------------------------------ | ------------- | --------- | --- |
| 08.09.2014 | Ernst-Happel-Stadion, Wien (AUT)     | Österreich    | 1:1 (1:1) | 0:1 David Alaba (7./Elfmeter), 1:1 Erkan Zengin (12.)                                                                                  |
| 09.10.2014 | Friends Arena, Solna                 | Russland      | 1:1 (0:1) | 0:1 Alexander Kokorin (10.), 1:1 Ola Toivonen (49.)                                                                                    |
| 12.10.2014 | Friends Arena, Solna                 | Liechtenstein | 2:0 (1:0) | 1:0 Erkan Zengin (34.), 2:0 Jimmy Durmaz (46.)                                                                                         |
| 15.11.2014 | Stadion pod Goricom, Podgorica (MNE) | Montenegro    | 1:1 (1:0) | 1:0 Zlatan Ibrahimović (9.), 1:1 Stevan Jovetić (80./Elfmeter)                                                                         |
| 27.03.2015 | Stadionul Zimbru, Chișinău (MDA)     | Moldau        | 2:0 (0:0) | 1:0, 2:0 Zlatan Ibrahimović (46., 84.)                                                                                                 |
| 14.06.2015 | Friends Arena, Solna                 | Montenegro    | 3:1 (3:0) | 1:0 Marcus Berg (37.), 2:0, 3:0 Zlatan Ibrahimović (40., 44.), 3:1 Dejan Damjanović (64./Elfmeter)                                     |
| 05.09.2015 | Otkrytije Arena, Moskau (RUS)        | Russland      | 0:1 (0:1) | 0:1 Artjom Dsjuba (38.) |
| 08.09.2015 | Friends Arena, Solna                 | Österreich    | 1:4 (0:2) | 0:1 David Alaba (9./Elfmeter), 0:2 Martin Harnik (38.), 0:3 Marc Janko (77.), 0:4 Martin Harnik (88.), 1:4 Zlatan Ibrahimović (90.+1′) |
| 09.10.2015 | Rheinpark Stadion, Vaduz (LIE)       | Liechtenstein | 2:0 (1:0) | 1:0 Marcus Berg (18.), 2:0 Zlatan Ibrahimović (55.)                                                                                    |
| 12.10.2015 | Friends Arena, Solna                 | Moldau        | 2:0 (1:0) | 1:0 Zlatan Ibrahimović (23.), 2:0 Erkan Zengin (47.)                                                                                   |

### Tabelle
| Pl.                     | Land          | Sp. | S | U | N | Tore    | Diff. | Punkte |
| ----------------------- | ------------- | --- | - | - | - | ------- | ----- | ------ |
| 1.                      | Österreich    | 10  | 9 | 1 | 0 | 022:500 | +17   | 28     |
| 2.                      | Russland      | 10  | 6 | 2 | 2 | 021:500 | +16   | 20     |
| 3.                      | Schweden      | 10  | 5 | 3 | 2 | 015:900 | +6    | 18     |
| 4.                      | Montenegro    | 10  | 3 | 2 | 5 | 010:130 | −3    | 11     |
| 5.                      | Liechtenstein | 10  | 1 | 2 | 7 | 002:260 | −24   | 05     |
| 6.                      | Moldau        | 10  | 0 | 2 | 8 | 004:160 | −12   | 02     |
| Stand: 12. Oktober 2015 |               |     |   |   |   |         |       |        |

Als einer der Gruppendritten mussten die Schweden dann in den Play-offs antreten und traf auf Dänemark.
| Datum      | Spielort                       | Gegner   | Ergebnis  | Torschützen                                                                                       |
| ---------- | ------------------------------ | -------- | --------- | ------------------------------------------------------------------------------------------------- |
| 14.11.2015 | Friends Arena, Solna           | Dänemark | 2:1 (1:0) | 1:0 Emil Forsberg (45.), 2:0 Zlatan Ibrahimović (50./Elfmeter), 2:1 Nicolai Jørgensen (80.)       |
| 17.11.2015 | Telia Parken, Kopenhagen (DNK) | Dänemark | 2:2 (1:0) | 1:0, 2:0 Zlatan Ibrahimović (19., 76.), 2:1 Yussuf Poulsen (82.), 2:2 Jannik Vestergaard (90.+1′) |

## Vorbereitung
Im Januar 2016 trug Schweden zwei Spiele in Abu Dhabi gegen Estland (1:1) und Finnland (3:0) aus, bei denen aber mit Gustav Svensson und Anton Tinnerholm nur zwei Spieler eingesetzt wurden, die auch zwei bzw. ein EM-Qualifikationsspiel bestritten haben. Die meisten Spieler kamen dabei zu ihren ersten Länderspieleinsätzen und spielen in der schwedischen Liga. Spieler von europäischen Top-Mannschaften kamen nicht zum Einsatz. Da jeweils mehr als sechs Spieler eingewechselt wurden, werden die Spiele von der FIFA nicht berücksichtigt. Am 24. März 2016  wurde gegen EM-Teilnehmer Türkei in Antalya ohne Zlatan Ibrahimović mit 1:2 verloren, wobei mit Victor Lindelöf ein Neuling eingesetzt wurde. Mit Ibrahimović reichte es dann am 29. in Solna auch nur zu einem 1:1 gegen Tschechien. In der unmittelbaren Vorbereitung bestritten die Schweden zunächst am 30. Mai in Malmö gegen Slowenien ihr 1000. Länderspiel, bei dem sie ohne Zlatan Ibrahimovic nur zu einem 0:0 kamen. Am 5. Juni wurde dann in Solna EM-Neuling Wales im letzten Testspiel mit 3:0 bezwungen, wobei John Guidetti sein erstes Länderspieltor erzielte. Danach wird die Mannschaft ihr EM-Quartier in Pornichet beziehen.

## Kader
Nationaltrainer Erik Hamrén gab am 11. Mai sein 23 Spieler umfassendes Aufgebot bekannt. Nicht berücksichtigt werden konnte Mikael Antonsson, der neun Qualifikationsspiele mitgemacht hatte, aber im dänischen Pokalfinale am 5. Mai einen Kieferbruch erlitt. Es wurden Spieler aus 21 Vereinen aus 13 Ligen nominiert, nur der dänische Meister und Pokalsieger FC Kopenhagen stellte mit drei Spielern mehr als einen Spieler. Nur drei Spieler standen bei schwedischen Klubs unter Vertrag, die restlichen 20 hatten eine Anstellung bei ausländischen Vereinen.
| Trikot- Nr. | Name                    | Verein                    | Geburts- datum | Länderspiel- einsätze | Länderspiel- tore | Debüt    | Letzter Einsatz | EM-Spiele                    | Anzahl der Spiele | Tor      | Gelbe Karte | Gelb-Rote Karte | Rote Karte |
| Torhüter    | Torhüter                | Torhüter                  | Torhüter       | Torhüter              | Torhüter          | Torhüter | Torhüter        | Torhüter                     | Torhüter          | Torhüter | Torhüter    | Torhüter        |            |
| ----------- | ----------------------- | ------------------------- | -------------- | --------------------- | ----------------- | -------- | --------------- | ---------------------------- | ----------------- | -------- | ----------- | --------------- | ---------- |
| 23          | Patrik Carlgren         | AIK Solna (I)             | 8. Jan. 1992   | 1                     | 0                 | 2016     | 10. Jan. 2016   |                              |                   |          |             |                 |            |
| 01          | Andreas Isaksson        | Kasımpaşa Istanbul (I)    | 3. Okt. 1981   | 130                   | 0                 | 2002     | 5. Juni 2016    | 4 (2004), 3 (2008), 3 (2012) | 3                 |          |             |                 |            |
| 12          | Robin Olsen             | FC Kopenhagen (I (M, P))  | 8. Jan. 1990   | 4                     | 0                 | 2015     | 5. Juni 2016    |                              |                   |          |             |                 |            |
| Abwehr      |                         |                           |                |                       |                   |          |                 |                              |                   |          |             |                 |            |
| 17          | Ludwig Augustinsson     | FC Kopenhagen (I (M, P))  | 21. Apr. 1994  | 4                     | 0                 | 2015     | 5. Juni 2016    |                              |                   |          |             |                 |            |
| 04          | Andreas Granqvist       | FK Krasnodar (I)          | 16. Apr. 1985  | 52                    | 3                 | 2006     | 5. Juni 2016    | 3 (2012)                     | 3                 |          |             |                 |            |
| 13          | Pontus Jansson          | FC Turin (I)              | 13. Feb. 1991  | 8                     | 0                 | 2012     | 30. Mai 2016    |                              |                   |          |             |                 |            |
| 03          | Erik Johansson          | FC Kopenhagen (I (M, P))  | 30. Dez. 1988  | 9                     | 0                 | 2014     | 5. Juni 2016    |                              | 3                 |          | 1           |                 |            |
| 02          | Mikael Lustig           | Celtic Glasgow (I (M))    | 13. Dez. 1986  | 52                    | 3                 | 2008     | 5. Juni 2016    | 2 (2012)                     | 1                 |          |             |                 |            |
| 14          | Victor Lindelöf         | Benfica Lissabon (I (M))  | 17. Juli 1994  | 3                     | 0                 | 2016     | 30. Mai 2016    |                              | 3                 |          | 1           |                 |            |
| 05          | Martin Olsson           | Norwich City (I ▼)        | 17. Mai 1988   | 35                    | 5                 | 2010     | 5. Juni 2016    | 3 (2012)                     | 3                 |          | 1           |                 |            |
| Mittelfeld  |                         |                           |                |                       |                   |          |                 |                              |                   |          |             |                 |            |
| 21          | Jimmy Durmaz            | Olympiakos Piräus (I (M)) | 22. März 1989  | 32                    | 2                 | 2011     | 5. Juni 2016    |                              | 2                 |          |             |                 |            |
| 08          | Albin Ekdal             | Hamburger SV (I)          | 28. Juli 1989  | 22                    | 0                 | 2011     | 5. Juni 2016    |                              | 3                 |          | 1           |                 |            |
| 06          | Emil Forsberg           | RB Leipzig (II ▲)         | 23. Okt. 1991  | 17                    | 2                 | 2014     | 5. Juni 2016    |                              | 3                 |          |             |                 |            |
| 15          | Oscar Hiljemark         | US Palermo (I)            | 28. Juni 1992  | 10                    | 1                 | 2012     | 30. Mai 2016    |                              |                   |          |             |                 |            |
| 09          | Kim Källström           | Grashoppers Zürich (I)    | 24. Aug. 1982  | 128                   | 16                | 2001     | 5. Juni 2016    | 4 (2004), 2 (2008), 3 (2012) | 3                 |          |             |                 |            |
| 07          | Sebastian Larsson       | AFC Sunderland (I)        | 6. Juni 1985   | 84                    | 6                 | 2008     | 5. Juni 2016    | 1 (2008), 3 (2012)           | 3                 |          |             |                 |            |
| 18          | Oscar Lewicki           | Malmö FF (I)              | 17. Juli 1992  | 10                    | 0                 | 2014     | 5. Juni 2016    |                              | 2                 |          |             |                 |            |
| 16          | Pontus Wernbloom        | ZSKA Moskau (I (M))       | 25. Juni 1986  | 51                    | 2                 | 2007     | 30. Mai 2016    | 1 (2012)                     |                   |          |             |                 |            |
| 22          | Erkan Zengin            | Trabzonspor (I)           | 5. Aug. 1985   | 20                    | 3                 | 2013     | 30. Mai 2016    |                              | 1                 |          |             |                 |            |
| Angriff     |                         |                           |                |                       |                   |          |                 |                              |                   |          |             |                 |            |
| 11          | Marcus Berg             | Panathinaikos Athen (I)   | 7. März 1988   | 38                    | 10                | 2008     | 5. Juni 2016    |                              | 3                 |          |             |                 |            |
| 20          | John Guidetti           | Celta Vigo (I)            | 15. Apr. 1992  | 9                     | 1                 | 2012     | 30. Mai 2016    |                              | 3                 |          |             |                 |            |
| 10          | Zlatan Ibrahimović (LT) | Paris SG (I (M, P))       | 3. Okt. 1981   | 113                   | 62                | 2001     | 5. Juni 2016    | 4 (2004), 3 (2008), 3 (2012) | 3                 |          |             |                 |            |
| 19          | Emir Kujovic (LT)       | IFK Norrköping (I (M))    | 22. Juni 1988  | 4                     | 1                 | 2016     | 5. Juni 2016    |                              |                   |          |             |                 |            |
| Trainer     |                         |                           |                |                       |                   |          |                 |                              |                   |          |             |                 |            |
|             | Erik Hamrén             |                           | 27. Juni 1957  |                       |                   | 2009     |                 | 3 (2012)                     | 3                 |          |             |                 |            |

1. ↑  In Klammern persönliche Erfolge der Saison 2015/16, LT = Torschützenkönig der Liga (Schweden 2015)
2. ↑  Ligastatus 2015/16 in Klammern, M = Meister (Schweden im Jahr 2015), P = Pokalsieger
3. 1 2  Stand: 5. Juni 2016.
4. ↑  Stand: Vor Beginn der EM-Endrunde

## Endrunde
Bei der am 12. Dezember 2015 stattgefundenen Auslosung der sechs Endrundengruppen waren die Schweden nur in Topf 3 gesetzt, sodass die Gefahr bestand, dass sie bereits in der Gruppenphase auf Gastgeber Frankreich, Titelverteidiger Spanien oder Weltmeister Deutschland treffen würden. Letztlich wurden sie der Gruppe E mit dem neuen FIFA-Weltranglistenersten Belgien zugelost. Als weitere Gegner wurden Italien und Irland in diese Gruppe gelost, womit diese Gruppe als ausgeglichenste angesehen wurde. Gegen Belgien gab es zuvor 14 Spiele, wovon fünf gewonnen wurden, zwei remis endeten und sieben verloren wurden, zuletzt im Heimspiel am 1. Juni 2014 mit 0:2, als sich die Belgier in der Vorbereitung auf die WM 2014 befanden, für die sich Schweden nicht qualifiziert hatte. Auch gegen Italien ist die Bilanz negativ: In 22 Spielen gab es nur je sechs Siege und Unentschieden, aber zehn Niederlagen. Den letzten Sieg gegen die Italiener gab es im Juni 1998, als sich die Italiener in der Vorbereitung auf die WM 1998 befanden, für die sich Schweden auch nicht qualifiziert hatte. Italien und Belgien waren bereits in der Gruppenphase der EM 2000 Gegner der schwedischen Mannschaft, die Belgier damals im Eröffnungsspiel. Auf Italien waren die Schweden auch in der Gruppenphase der EM 2004 getroffen. Gegen Irland ist die Bilanz dagegen positiv: In zehn Spielen gab es fünf Siege, zwei Remis und drei Niederlagen, die letzte am 1. März 2006 war mit 0:3 auch die höchste gegen die Iren. Zuletzt standen sich beide in der Qualifikation für die WM 2014 gegenüber, die aber beide verpassten.
Die Schweden begannen mit einem 1:1 gegen Irland, wobei das Tor durch einen irischen Verteidiger verursacht wurde. Gegen Italien verloren sie dann ebenso mit 0:1 wie gegen Belgien im letzten Spiel, als sie offensiver als zuvor spielten. Damit schieden sie als Gruppenletzte aus und waren neben der Ukraine die einzige Mannschaft, die selber kein Tor schießen konnte. Nach dem letzten Spiel beendeten Zlatan Ibrahimović, der dies schon einige Tage vorher angekündigt hatte, Andreas Isaksson, der dies bereits im März angekündigt hatte, und Kim Källström ihre Nationalmannschaftskarriere. Am 12. Juli beendete dann auch Pontus Wernbloom seine Nationalmannschaftskarriere.
Durch die EM-Spiele verlor Schweden in der FIFA-Weltrangliste 79 Punkte und fünf Plätze und ist nach der EM auf Platz 40 der am schlechtesten platzierte EM-Teilnehmer.
| Pl. | Land     | Sp. | S | U | N | Tore    | Diff. | Punkte |
| --- | -------- | --- | - | - | - | ------- | ----- | ------ |
| 1.  | Italien  | 3   | 2 | 0 | 1 | 003:100 | +2    | 06     |
| 2.  | Belgien  | 3   | 2 | 0 | 1 | 004:200 | +2    | 06     |
| 3.  | Irland   | 3   | 1 | 1 | 1 | 002:400 | −2    | 04     |
| 4.  | Schweden | 3   | 0 | 1 | 2 | 001:300 | −2    | 01     |

|                                                |   |          |           |
| Mo., 13. Juni 2016 um 18:00 Uhr in Saint-Denis |   |          |           |
| Irland                                         | – | Schweden | 1:1 (0:0) |
| Fr., 17. Juni 2016 um 15:00 Uhr in Toulouse    |   |          |           |
| Italien                                        | – | Schweden | 1:0 (0:0) |
| Mi., 22. Juni 2016 um 21:00 Uhr in Nizza       |   |          |           |
| Schweden                                       | – | Belgien  | 0:1 (0:0) |

## Besonderheiten
Am 1. Februar 2016 teilte Nationaltrainer Erik Hamrén mit, dass er seinen nach der EM auslaufenden Vertrag nicht verlängern wird.